# Budapesti színházak listája/Budapest színházépületei és színjátszóhelyei kerületek szerint
Az alábbi lista a Budapesten található, állandó épülettel rendelkező színházakat (önálló, befogadó, szabadtéri független vagy kőszínház), színjátszó helyeket tartalmazza; és a Budapesti színházak listája alapján kibővítve, kerületenkénti bontásban készült el.

## I. kerület
| Színház neve             | Commons kategória                    | Cím                                                   | Kép | Leírás                                                                                             |
| ------------------------ | ------------------------------------ | ----------------------------------------------------- | --- | -------------------------------------------------------------------------------------------------- |
| Hagyományok Háza         | c:Category:Hungarian Heritage House  | 1016 Budapest, Naphegy tér 8. (Budai Vigadó)          |     | http://www.hagyomanyokhaza.hu/                                                                     |
| Hagyományok Háza         | c:Category:Hungarian Heritage House  | 1011 Budapest, Apor Péter utca 2-4. (közösségi terem) |     | http://www.hagyomanyokhaza.hu/                                                                     |
| Korona Pódium / Kávéház  | c:Category:Dísz Square 16 (Budapest) | 1014 Budapest, Dísz tér 16.                           |     | https://web.archive.org/web/20171211155322/http://www.szamosmiklos.hu/cukraszdak/korona-cukraszda/ |
| TRIP                     |                                      | 1011 Budapest, Szilágyi Dezső tér, 2-es móló          |     | https://web.archive.org/web/20171223043638/http://tripart.hu/hu/statikus/rolunk                    |
| egykori budai Várszínház | c:Category:Castle Theater (Budapest) | 1014 Budapest, Szent György tér 3.                    |     | |

## II. kerület
| Színház neve                                                               | Commons kategória                                 | Cím                                      | Kép | Leírás |
| -------------------------------------------------------------------------- | ------------------------------------------------- | ---------------------------------------- | --- | --- |
| Átrium Film - Színház                                                      | c:Category:Átrium Film & Theatre                  | 1024 Budapest, Margit körút 55.          |     | https://atrium.hu/                                                                                             |
| Figurina Animációs Kisszínpad / Figurina Bábszínház                        |                                                   | 1024 Budapest, Retek u. 17.              |     | https://web.archive.org/web/20190717234228/http://www.figurina.hu/hu/k%C5%91sz%C3%ADnh%C3%A1zunk.html          |
| Jurányi Produkciós Közösségi Inkubátorház (benne: Gólem Színház)           | c:Category:Jurányi Art Community House            | 1027 Budapest, Jurányi u. 1-3.           |     | https://web.archive.org/web/20170921195945/http://juranyihaz.hu/                                               |
| Marczibányi Téri Művelődési Központ                                        | c:Category:Marczibanyi Cultural Center (Budapest) | 1022 Budapest, Marczibányi tér 5/A       |     | http://www.marczi.hu/                                                                                          |
| Millenáris Teátrum - Nemzeti Táncszínház                                   | c:Category:Millenáris Teátrum                     | 1024 Budapest, Millenáris Park           |     | Épületek. millenaris.hu. [2017. szeptember 12-i dátummal az eredetiből archiválva]. http://www.tancszinhaz.hu/ |
| Spirit Színház és Központ                                                  |                                                   | 1023 Budapest, Árpád fejedelem útja 3-4. |     | http://spiritszinhaz.com/                                                                                      |
| Tárogató Úti Színpad (korábban International Buda Stage, volt IBS Színpad) |                                                   | 1021 Budapest, Tárogató út 2-4.          |     | http://www.ibs-oc.hu/rendezvenytechnika/szinhaz Archiválva 2018. február 15-i dátummal a Wayback Machine-ben   |

## III. kerület
| Színház neve                                                    | Commons kategória                                           | Cím                                          | Kép | Leírás |
| --------------------------------------------------------------- | ----------------------------------------------------------- | -------------------------------------------- | --- | --- |
| Aquincumi katonai amfiteátrum                                   | c:Category:Ancient Roman military amphitheatre (Aquincum)   | 1035 Budapest, Pacsirtamező utca 2-14.       |     | http://www.aquincum.hu/romaiorokseg/katonavarosi-amfiteatrum/                                                    |
| Aquincumi polgárvárosi amfiteátrum                              | c:Category:Ancient Roman civil amphitheatre (Aquincum)      | 1035 Budapest, Zsófia u. 1.                  |     | http://www.aquincum.hu/romaiorokseg/minta/                                                                       |
| 3K – Kaszásdűlői Kulturális Központ (Óbudai Kulturális Központ) |                                                             | 1033 Budapest, Pethe Ferenc tér 2.           |     | https://kulturkozpont.hu/3k/                                                                                     |
| Baltazár Színház                                                |                                                             | 1031 Budapest, Zsófia utca 7.                |     | http://www.baltazarszinhaz.hu                                                                                    |
| Békásmegyeri Közösségi Ház (Óbudai Kulturális Központ)          |                                                             | 1039 Budapest, Csobánka tér 5.               |     | https://kulturkozpont.hu/haz/bekasmegyeri-kozossegi-haz/                                                         |
| Csillaghegyi Közösségi Ház (Óbudai Kulturális Központ)          |                                                             | 1039 Budapest, Mátyás király út 13-15.       |     | https://kulturkozpont.hu/haz/csillaghegyi-kozossegi-haz/                                                         |
| Kolosy téri Civil ház (Óbudai Kulturális Központ)               |                                                             | 1036 Budapest, Kolosy tér 2., piac I. emelet |     | https://obuda.hu/intezmenyek/kolosy-teri-civil-haz/ Archiválva 2017. november 2-i dátummal a Wayback Machine-ben |
| Óbudai Kulturális Központ - Óbudai Teátrum                      |                                                             | 1032 Budapest, San Marco u. 81.              |     | https://kulturkozpont.hu/haz/obudai-kulturalis-kozpont/                                                          |
| Óbudai Társaskör                                                | c:Category:Bródy Café and Casino (Budapest, Kiskorona utca) | 1036 Budapest, Kiskorona u. 7.               |     | https://obudaitarsaskor.hu/index.php/hu/ Archiválva 2019. április 13-i dátummal a Wayback Machine-ben            |
| PP Center                                                       |                                                             | 1033 Budapest, Szentendrei út 95.            |     | https://web.archive.org/web/20170907080348/http://www.ppcenter.hu/Bemutatkozas/                                  |
| Térszínház                                                      |                                                             | 1033 Budapest, Fő tér 1. Zichy-kastély       |     | http://www.terszinhaz.hu/                                                                                        |

## IV. kerület
| Színház neve                                   | Commons kategória | Cím                             | Kép | Leírás                                                                                      |
| ---------------------------------------------- | ----------------- | ------------------------------- | --- | ------------------------------------------------------------------------------------------- |
| Lóverseny téri Közösségi Ház                   |                   | 1048 Budapest, Lóverseny tér 6. |     | http://ujkk.hu/elerhetosegek/ Archiválva 2017. december 17-i dátummal a Wayback Machine-ben |
| Újpesti Kamaraszínház (Újpesti Polgár Centrum) |                   | 1042 Budapest, Árpád út 66.     |     | http://ujkk.hu/elerhetosegek/ Archiválva 2017. december 17-i dátummal a Wayback Machine-ben |
| Újpest Színház (Ady Endre Művelődési Ház       |                   | 1043 Budapest, Tavasz u. 4.     |     | http://ujkk.hu/elerhetosegek/ Archiválva 2017. december 17-i dátummal a Wayback Machine-ben |
|                                                |                   |                                 |     |                                                                                             |

## V. kerület
| Színház neve                                                                        | Commons kategória                            | Cím                                               | Kép | Leírás                                                                                       |
| ----------------------------------------------------------------------------------- | -------------------------------------------- | ------------------------------------------------- | --- | -------------------------------------------------------------------------------------------- |
| Aranytíz                                                                            |                                              | 1051 Budapest, Arany János utca 10.               |     | http://www.aranytiz.hu/                                                                      |
| BM Duna Palota (itt működik többek között az Evangélium Színház, Budapest Folklore) | c:Category:Duna Palace, Budapest             | 1051 Budapest, Zrínyi utca 5.                     |     | http://dunapalota.hu https://web.archive.org/web/20180128063137/http://www.budapestfolk.com/ |
| Fabula Bábszínház                                                                   |                                              | 1052 Budapest, Petőfi Sándor utca 6. félemelet    |     | http://www.fabulababszinhaz.hu/index.php/kapcsolat                                           |
| Fém Arts & Café                                                                     |                                              | 1056 Budapest, Váci utca 40. (bejárat: Irányi u.) |     | http://www.femszinhaz.hu/                                                                    |
| Katona József Színház                                                               | c:Category:Katona Jozsef Theatre in Budapest | 1052 Budapest, Petőfi Sándor u. 6.                |     | http://katonajozsefszinhaz.hu/                                                               |
| Katona József Színház Kamra                                                         | c:Katona Jozsef Theatre Budapest - Kamra     | 1053 Budapest, Ferenciek tere 4.                  |     | http://katonajozsefszinhaz.hu/                                                               |
| Komédium Színház                                                                    |                                              | 1054 Budapest, Tüköry utca 5.                     |     |                                                                                              |
| Krétakör Színház                                                                    |                                              | 1055 Budapest, Honvéd u. 22.                      |     | https://web.archive.org/web/20171210022958/http://kretakor.eu/hu/home/                       |
| volt Merlin Színház                                                                 |                                              | 1052 Budapest, Gerlóczy u. 4.                     |     | http://merlin1991-2000.5mp.eu/web.php?a=merlin1991-2000                                      |
| Pesti Színház                                                                       | c:Category:Pesti Theatre of Budapest         | 1056 Budapest, Váci u. 9.                         |     | http://vigszinhaz.hu/a_szinhaz/a_pesti_szinhaz.php                                           |
| Pesti Vigadó                                                                        | c:Category:Pesti Vigadó                      | 1051 Budapest, Vigadó tér 2.                      |     | http://vigado.hu/                                                                            |
| Rózsavölgyi Szalon Arts & Café                                                      |                                              | 1052 Budapest, Szervita tér 5.                    |     | https://szalon.rozsavolgyi.hu/hu/nyitolap.html                                               |
|                                                                                     |                                              |                                                   |     |                                                                                              |

## VI. kerület
| Színház neve                                                        | Commons kategória                                      | Cím                                 | Kép | Leírás                                                                                    |
| ------------------------------------------------------------------- | ------------------------------------------------------ | ----------------------------------- | --- | ----------------------------------------------------------------------------------------- |
| Bálint Ház                                                          |                                                        | 1065 Budapest, Révay u. 16.         |     | http://web.balinthaz.hu/Mit Archiválva 2017. december 18-i dátummal a Wayback Machine-ben |
| Budapest Bábszínház                                                 | c:Category:Andrássy Avenue 69 (Old Art Gallery)        | 1062 Budapest, Andrássy út 69.      |     | https://budapestbabszinhaz.hu                                                             |
| volt Budapesti Kamaraszínház - Tivoli Színház (Capa Kortárs Múzeum) |                                                        | 1065 Budapest, Nagymező u. 8.       |     | https://capacenter.hu/rendezvenyhelyszin-2/                                               |
| Budapesti Operettszínház                                            | c:Category:Budapesti Operettszínház                    | 1065 Budapest, Nagymező utca 17.    |     | https://web.archive.org/web/20171223013542/http://operett.hu/operett.php                  |
| Kálmán Imre Teátrum (Budapesti Operettszínház, volt Moulin Rouge)   | c:Category:Kálmán Imre Teátrum                         | 1065 Budapest, Nagymező utca 17.    |     | https://web.archive.org/web/20171223013542/http://operett.hu/operett.php                  |
| Centrál Színház                                                     | c:Category:Central Theatre (Budapest)                  | 1065 Budapest, Révay utca 18.       |     | https://www.centralszinhaz.hu/                                                            |
| Eötvös10 Közösségi és Kulturális Színtér                            | c:Category:Eötvös10 Community and Cultural Center      | 1067 Budapest, Eötvös utca 10.      |     | http://eotvos10.hu/eotvos10/ Archiválva 2017. december 7-i dátummal a Wayback Machine-ben |
| Hatszín Teátrum                                                     |                                                        | 1066 Budapest, Jókai utca 6.        |     | http://www.hatszin.hu/#                                                                   |
| Játékszín                                                           | c:Category:Teréz Blvd., 48 (Nay-Strausz house)         | 1066 Budapest, Teréz krt. 48.       |     | https://www.jatekszin.hu/                                                                 |
| Magyar Állami Operaház                                              | c:Category:Building of the Hungarian State Opera House | 1066 Budapest, Andrássy út 22.      |     | http://www.opera.hu/                                                                      |
| Kolibri Gyermek- és Ifjúsági Színház                                | c:Category:Kolibri Theater (Budapest)                  | 1061 Budapest, Jókai tér 10.        |     | http://kolibriszinhaz.hu/a-szinhazrol/a-kolibri/                                          |
| Kolibri Fészek                                                      | c:Category:Andrássy Avenue 74 (Budapest)               | 1062 Budapest,Andrássy út 74.       |     | http://kolibriszinhaz.hu/a-szinhazrol/a-kolibri/                                          |
| Kolibri Pince                                                       | c:Category:Andrássy Avenue 77 (Budapest)               | 1062 Budapest, Andrássy út 77.      |     | http://kolibriszinhaz.hu/a-szinhazrol/a-kolibri/                                          |
| K.A.SZ. Művelődési Ház / Lakner Bácsi Gyermekszínháza               |                                                        | 1065 Budapest, Eötvös u. 25.        |     | https://web.archive.org/web/20171224101351/http://gyermekszinhaz.uw.hu/                   |
| Momentán Társulat - IMPRÓ                                           |                                                        | 1066 Budapest, Ó utca 4.            |     | https://momentantarsulat.hu/                                                              |
| Mozsár műhely                                                       |                                                        | 1065 Budapest, Nagymező utca 21.    |     | http://mozsarmuhely.hu/ Archiválva 2017. december 23-i dátummal a Wayback Machine-ben     |
| Radnóti Miklós Színház                                              | c:Category:Radnóti Theatre (Budapest)                  | 1065 Budapest, Nagymező utca 11.    |     | http://www.radnotiszinhaz.hu/                                                             |
| Thália Színház, Mikroszínpad (volt Mikroszkóp Színpad)              | c:Category:Thalia Theatre (Budapest)                   | 1065 Budapest, Nagymező utca 22-24. |     | http://www.thalia.hu/                                                                     |
| Újszínház                                                           | c:Category:New Theater                                 | 1061 Budapest, Paulay Ede utca 35.  |     | http://www.ujszinhaz.hu/                                                                  |
|                                                                     |                                                        |                                     |     |                                                                                           |

## VII. kerület
| Színház neve                                         | Commons kategória                              | Cím                                 | Kép | Leírás                                                                                   |
| ---------------------------------------------------- | ---------------------------------------------- | ----------------------------------- | --- | ---------------------------------------------------------------------------------------- |
| Belvárosi Színház                                    | c:Category:Belvárosi Színház                   | 1075. Budapest Károly krt. 3/a.     |     | http://belvarosiszinhaz.hu/                                                              |
| Bethlen Téri Színház / Közép-Európa Táncszínház      | c:Category:Bethlen Square Theatre              | 1071 Budapest, Bethlen Gábor tér 3. |     | https://web.archive.org/web/20130517182713/http://www.bethlenszinhaz.hu/ http://cedt.hu/ |
| egykori Budapesti Kamaraszínház - Ericsson Stúdió és |                                                | 1075 Budapest, Asbóth u. 20.        |     |                                                                                          |
| Shure Stúdió                                         | 1075 Budapest, Asbóth u. 22.                   |                                     |     |                                                                                          |
| CommandARTe társulat (Commandarte Stúdió)            |                                                | 1078 Budapest, Nefelejcs u. 12.     |     | https://www.facebook.com/cirkusz/                                                        |
| Fészek Művészklub                                    |                                                | 1073 Budapest, Kertész u. 36.       |     | http://www.feszek-muveszklub.hu/main.htm                                                 |
| Madách Színház                                       | c:Category:Erzsébet Blvd., 31 (Madách Theatre) | 1073 Budapest, Erzsébet krt. 29-33. |     | http://www.madachszinhaz.hu                                                              |
| Örkény István Színház                                | c:Category:Örkény Theatre                      | 1075 Budapest, Madách tér 6.        |     | http://www.orkenyszinhaz.hu/index.php                                                    |
| Pesti Magyar Színház                                 | c:Category:Magyar Theatre (Budapest)           | 1077 Budapest, Hevesi Sándor tér 4. |     | https://web.archive.org/web/20160308182933/http://pestimagyarszinhaz.hu/                 |
| Spinoza Színház és kávéház                           | c:Category:Spinoza Restaurant, Budapest        | 1074 Budapest, Dob u. 15.           |     | http://www.spinozahaz.hu/szinhaz.php                                                     |

## VIII. kerület
| Színház neve                                                                           | Commons kategória                        | Cím                                       | Kép | Leírás                                                                           |
| -------------------------------------------------------------------------------------- | ---------------------------------------- | ----------------------------------------- | --- | -------------------------------------------------------------------------------- |
| volt Bárka Színház                                                                     |                                          | 1084 Budapest, Mátyás tér 15.             |     | http://www.barka.hu/ Archiválva 2018. január 20-i dátummal a Wayback Machine-ben |
| Dumaszínház                                                                            |                                          | 1082 Budapest, Corvin sétány 1/b.         |     | https://dumaszinhaz.hu                                                           |
| Erkel Színház                                                                          | c:Category:Erkel Theatre                 | 1087 Budapest, II. János Pál pápa tér 30. |     | http://www.opera.hu/                                                             |
| Fészek Színház                                                                         |                                          | 1089 Budapest, Orczy út 46-48.            |     | http://www.feszekszinhaz.hu/                                                     |
| Fórum Színház az Uránia Nemzeti Filmszínházban                                         | c:Category:Uránia National Movie Theatre | 1088 Budapest, Rákóczi út 21.             |     | http://www.aforumszinhaz.hu/ http://www.urania-nf.hu/                            |
| Körúti Színház                                                                         |                                          | 1085 Budapest, Kölcsey u. 2.              |     | http://www.korutiszinhaz.hu/                                                     |
| Magyar Nemzeti Táncegyüttes (a Honvéd Táncszínház és a Budapest Táncegyüttes jogutóda) |                                          | 1087 Budapest, Kerepesi út 29b            |     | http://www.mnte.hu/tarsulat                                                      |
| Maladype Színházi Bázis                                                                | c:Category:Maladype Theatre              | 1088 Budapest, Mikszáth tér 2.            |     | http://www.maladype.hu/                                                          |
| Megálló ház                                                                            |                                          | 1084 Budapest, József utca 49.            |     | http://megallo.org/megallo-haz/                                                  |
| Ódry Színpad (SzFE)                                                                    |                                          | 1088 Budapest, Vas u. 2c.                 |     | http://odryszinpad.hu/                                                           |
| Turay Ida Színház                                                                      |                                          | 1089 Budapest, Kálvária tér 6.            |     | http://www.turayidaszinhaz.hu/                                                   |

## IX. kerület
| Színház neve                                               | Commons kategória                          | Cím                                                | Kép | Leírás                                                                            |
| ---------------------------------------------------------- | ------------------------------------------ | -------------------------------------------------- | --- | --------------------------------------------------------------------------------- |
| Bakelit Multi Art Center                                   | c:Category:Bakelit Multi Art Center        | 1095 Budapest, Soroksári út 164., 18-as épület     |     | https://web.archive.org/web/20171112095517/http://www.bmac.hu/rolunk              |
| Ferencvárosi Művelődési Központ                            | c:Category:House of culture in Ferencváros | 1096 Budapest, Haller u. 27.                       |     | http://www.fmkportal.hu/ (Itt működik többek között a MusicalVarázs Színpad is)   |
| Karaván Színház és Művészeti Alapítvány                    |                                            | 1092 Budapest, Ráday utca 34. fszt. II.            |     | http://karavanma.hu/rolunk/                                                       |
| MOHA – Mozdulatművészek Háza (ex-Mozdulatművészeti Stúdió) | c:Category:MOHA                            | 1097 Budapest, Tagló u. 11-13. (a Kemikál Telepen) |     | https://web.archive.org/web/20171104091819/http://www.mozdulatmuveszet.hu/studio/ |
| Müpa                                                       | c:Category:Müpa Budapest                   | 1095 Budapest, Komor Marcell utca 1.               |     | https://www.mupa.hu/                                                              |
| Nemzeti Színház                                            | c:Category:National Theatre (Budapest)     | 1095 Budapest, Bajor Gizi park 1.                  |     | https://web.archive.org/web/20150927163719/http://nemzetiszinhaz.hu/              |
| Pinceszínház                                               | c:Pinceszínház (Budapest)                  | 1093 Budapest, Török Pál utca 3.                   |     | https://www.pinceszinhaz.hu/                                                      |
| Stúdió K Színház                                           |                                            | 1092 Budapest, Ráday u. 32.                        |     | http://www.studiokszinhaz.hu/                                                     |
| Trafó – Kortárs Művészetek Háza                            | c:Category:Trafó Contemporary Arts House   | 1094 Budapest, Liliom u. 41.                       |     | http://www.trafo.hu                                                               |
| Zöld Macska Diákpince Színház                              | c:Category:Zöld Macska Diákpince           | 1091 Budapest, Üllői út 95.                        |     | http://zoldmacska.strikingly.com/                                                 |

## X. kerület
| Színház neve                                            | Commons kategória                                                  | Cím                                   | Kép | Leírás                                                                                            |
| ------------------------------------------------------- | ------------------------------------------------------------------ | ------------------------------------- | --- | ------------------------------------------------------------------------------------------------- |
| Kőrösi Csoma Sándor Kőbányai Kulturális Központ         | c:Category:Kőrösi Csoma Sándor Kőbányai Kulturális Központ         | 1105 Budapest, Szent László tér 7-14. |     | http://www.korosi.org/index.php?option=com_content&view=article&id=9&Itemid=33                    |
| KÖSZI - Kőrösi Csoma Sándor Kőbányai Kulturális Központ | c:Category:Kőrösi Csoma Sándor Kőbányai Kulturális Központ - KÖSZI | 1105 Budapest, Előd u. 1.             |     | http://www.korosi.org/index.php?option=com_content&view=category&layout=blog&id=3&Itemid=3        |
| TIT Budapesti Planetárium - Lézerszínház                | c:Category:TIT Planetárium (Budapest)                              | 1101 Budapest, Hell Miksa sétány      |     | http://www.planetarium.hu/ismerteto Archiválva 2017. december 24-i dátummal a Wayback Machine-ben |

## XI. kerület
| Színház neve                                       | Commons kategória           | Cím                                                    | Kép | Leírás                                         |
| -------------------------------------------------- | --------------------------- | ------------------------------------------------------ | --- | ---------------------------------------------- |
| Artus Stúdió                                       |                             | 1117 Budapest, Sztregova u. 7.                         |     | www.artus.hu, a budai Fonó melletti gyárépület |
| Itt és Most Társulat - FAM - Fadrusz Alkotó Műhely |                             | 1114 Budapest, Fadrusz u. 12.                          |     | A FAM a Facebookon                             |
| Karinthy Színház                                   | c:Category:Karinthy Theatre | 1115 Budapest, Bartók Béla út 130.                     |     | http://www.karinthyszinhaz.hu/                 |
| MU Színház                                         |                             | 1117 Budapest, Kőrösy József u. 17.                    |     | http://www.mu.hu/                              |
| Szkéné Színház                                     |                             | 1111 Budapest, Műegyetem rkp. 3., K épület, II. emelet |     | http://www.szkene.hu/                          |
|                                                    |                             |                                                        |     |                                                |

## XII. kerület
| Színház neve                   | Commons kategória                        | Cím                                        | Kép | Leírás                                                  |
| ------------------------------ | ---------------------------------------- | ------------------------------------------ | --- | ------------------------------------------------------- |
| Budapest Kongresszusi Központ  | c:Category:Budapest Kongresszusi Központ | 1123 Budapest, Jagelló utca 1-3.           |     | http://www.bcc.hu/?language=hu                          |
| Csillebérci Szabadtéri Színház | c:Category:Open-air theater (Csillebérc) | 1121 Budapest, Konkoly-Thege Miklós út 21. |     | http://csilleberciszinhaz.hu/                           |
| MOM Kulturális Központ         | c:Category:MOM cultural centre           | 1124 Budapest, Csörsz u. 18.               |     | http://momkult.hu/                                      |
| Városmajori Szabadtéri Színpad |                                          | 1122 Budapest, Városmajor 6835/17 hrsz.    |     | https://www.szabadter.hu/varosmajori-szabadteri-szinpad |

## XIII. kerület
| Színház neve                                                                                                   | Commons kategória                              | Cím                                 | Kép | Leírás                                                         |
| --- | ---------------------------------------------- | ----------------------------------- | --- | -------------------------------------------------------------- |
| Angyalföldi József Attila Művelődési Központ (itt működik többek között: A13 Színház, Holdvilág Kamaraszínház) |                                                | 1131 Budapest, József Attila tér 4. |     | https://www.kult13.hu/                                         |
| József Attila Színház                                                                                          | c:Category:József Attila Theater               | 1134 Budapest, Váci út 63.          |     | http://jozsefattilaszinhaz.hu/                                 |
| Margitszigeti Szabadtéri Színpad                                                                               | c:Category:Open-air theater on Margaret Island | 1138 Budapest, Margitsziget         |     | https://www.szabadter.hu/margitszigeti-szabadteri-szinpad      |
| Radnóti Miklós Művelődési Központ (RaM Colosseum)                                                              | c:Category:RaM Colosseum                       | 1133 Budapest, Kárpát u. 23.        |     | http://ramcolosseum.hu/                                        |
| SÍN Culture Center                                                                                             |                                                | 1139 Budapest, Gyutacs u. 10.       |     | https://web.archive.org/web/20171224112100/http://sinarts.org/ |
| Vígszínház | c:Category:Comedy Theatre of Budapest          | 1136 Budapest, Pannónia utca 1.     |     | http://www.vigszinhaz.hu                                       |

## XIV. kerület
| Színház neve                                  | Commons kategória                                     | Cím                                       | Kép | Leírás                                                                         |
| --------------------------------------------- | ----------------------------------------------------- | ----------------------------------------- | --- | ------------------------------------------------------------------------------ |
| Dürer Rendezvényház (korábbi Experidance Ház) |                                                       | 1146 Budapest, Ajtósi Dürer sor 19.       |     | http://durerhaz.hu/ Archiválva 2018. január 4-i dátummal a Wayback Machine-ben |
| Fővárosi Nagycirkusz                          | c:Category:New Capital Circus of Budapest building    | 1146 Budapest, Állatkerti krt. 12/a       |     | https://www.fnc.hu/                                                            |
| Stefánia Palota és Honvéd Kulturális Központ  | c:Category:Stefánia Palace and Honvéd Cultural Center | 1143 Budapest, Stefánia út 34-36.         |     | http://www.bphkk.hu                                                            |
| Városligeti Színház (egykori, újjáépítendő)   |                                                       | Ajtósi Dürer sor és Dózsa György út sarka |     |                                                                                |

## XV. kerület
| Színház neve                                       | Commons kategória | Cím                                     | Kép | Leírás                              |
| -------------------------------------------------- | ----------------- | --------------------------------------- | --- | ----------------------------------- |
| Center Színház                                     |                   | 1152 Budapest, Szentmihályi út 167-169. |     | http://www.centerszinhaz.hu/        |
| KoMa Társulat (KOMA Bázis)                         |                   | 1158 Budapest, Molnár Viktor utca 21/a  |     | http://www.komabazis.org/rolunk     |
| Csokonai Művelődési Központ                        |                   | 1153 Budapest, Eötvös u. 64.            |     | http://www.csokonaiksk.hu/index.php |
| Pestújhelyi Közösségi Ház (PeKH) - CsMK            |                   | 1158 Budapest, Szűcs István u. 45.      |     | http://www.csokonaiksk.hu/index.php |
| Újpalotai Szabadidő Központ – Közösségi Ház - CsMK |                   | 1157 Budapest, Zsókavár u. 15.          |     | http://www.csokonaiksk.hu/index.php |

## XVI. kerület
| Színház neve                    | Commons kategória                            | Cím | Kép | Leírás                                                                                      |
| ------------------------------- | -------------------------------------------- | --- | --- | ------------------------------------------------------------------------------------------- |
| Erzsébetligeti Színház          | c:Category:Erzsébetligeti Színház (Budapest) | 1165 Budapest, Hunyadvár u. 43/C                                                                                             |     | http://kulturliget.hu/                                                                      |
| Holdvilág Kamaraszínház         |                                              | 1131 Budapest, József Attila tér 4. (A13 Színház), korábban: 1161 Budapest, Krenedits Sándor utca 3. (1993/1994–2012 között) |     | http://www.holdvilag.hu/ (http://16.kerulet.ittlakunk.hu/arcok/120917/hova-tunt-holdvilag ) |
| Szentmihályi Kulturális Központ |                                              | 1161 Budapest, János utca 141-153.                                                                                           |     | http://kulturliget.hu/                                                                      |
|                                 |                                              | |     |                                                                                             |

## XVII. kerület
| Színház neve                          | Commons kategória              | Cím                                        | Kép | Leírás |
| ------------------------------------- | ------------------------------ | ------------------------------------------ | --- | --- |
| Gózon Gyula Kamaraszínház             | c:Category:Gózon Gyula Theater | 1172 Budapest, XV. u. 23.                  |     | http://www.gozon.hu/ |
| Vigyázó Sándor Művelődési Ház         |                                | 1173 Budapest, Pesti út 113.               |     | http://www.vigyazomh.hu/csekovszky-arpad-muvelodesi-haz/magunkrol Archiválva 2017. december 14-i dátummal a Wayback Machine-ben |
| Csekovszky Árpád Művelődési Ház       |                                | 1172 Budapest, Hősök tere 9.               |     | http://www.vigyazomh.hu/csekovszky-arpad-muvelodesi-haz/magunkrol Archiválva 2017. december 14-i dátummal a Wayback Machine-ben |
| Csaba Ház - Rákoscsabai Közösségi Ház |                                | 1171 Budapest, Péceli út 222.              |     | http://www.vigyazomh.hu/csekovszky-arpad-muvelodesi-haz/magunkrol Archiválva 2017. december 14-i dátummal a Wayback Machine-ben |
| Rákoskerti Művelődési Ház             |                                | 1171 Budapest, Rákoskert sugárút 66.       |     | http://www.vigyazomh.hu/csekovszky-arpad-muvelodesi-haz/magunkrol Archiválva 2017. december 14-i dátummal a Wayback Machine-ben |
| Rákoshegyi Közösségi Ház              |                                | 1174 Budapest, Podmaniczky Zsuzsanna u. 3. |     | http://www.vigyazomh.hu/csekovszky-arpad-muvelodesi-haz/magunkrol Archiválva 2017. december 14-i dátummal a Wayback Machine-ben |
|                                       |                                |                                            |     | |

## XVIII. kerület
| Színház neve              | Commons kategória | Cím                                  | Kép | Leírás                                                          |
| ------------------------- | ----------------- | ------------------------------------ | --- | --------------------------------------------------------------- |
| Kondor Béla Közösségi Ház |                   | 1181 Budapest, Kondor Béla sétány 8. |     | https://web.archive.org/web/20190831133816/https://kondorkh.hu/ |
|                           |                   |                                      |     |                                                                 |

## XIX. kerület
| Színház neve | Commons kategória | Cím                               | Kép | Leírás                                                                          |
| --- | ----------------- | --------------------------------- | --- | ------------------------------------------------------------------------------- |
| Bp. Főv. Kispesti Egészségügyi Intézete, Pszichiátriai és Addiktológiai Gondozó és Szakrendelő, Gyógyító Művészeti Műhely és Tárt Kapu Színház |                   | 1191 Budapest, Dobó Katica u. 18. |     | http://tartkapuszinhaz.hu/koszontjuk-elkezdtuk-a-tart-kapu-szinhaz-webnaplojat/ |
| |                   |                                   |     |                                                                                 |

## XX. kerület
| Színház neve             | Commons kategória | Cím                                       | Kép | Leírás                                                          |
| ------------------------ | ----------------- | ----------------------------------------- | --- | --------------------------------------------------------------- |
| Csili Művelődési Központ |                   | 1201 Budapest Nagy Győry István utca 4-6. |     | https://web.archive.org/web/20180106062627/http://www.csili.hu/ |
|                          |                   |                                           |     |                                                                 |

## XXI. kerület
| Színház neve                          | Commons kategória | Cím                         | Kép | Leírás                                                                                       |
| ------------------------------------- | ----------------- | --------------------------- | --- | -------------------------------------------------------------------------------------------- |
| Csepel Színház - Csepeli Munkásotthon |                   | 1215 Budapest, Árpád. u. 1. |     | https://web.archive.org/web/20171209201541/http://www.csepelimunkasotthon.hu/index_main.html |
|                                       |                   |                             |     |                                                                                              |

## XXII. kerület
| Színház neve                                  | Commons kategória | Cím                                    | Kép | Leírás                                                                            |
| --------------------------------------------- | ----------------- | -------------------------------------- | --- | --------------------------------------------------------------------------------- |
| Cziffra György Nagytétényi Kulturális Központ |                   | 1225 Budapest, Nagytétényi út 274-276. |     | https://www.cziffrakozpont.hu/kapcsolat/                                          |
| Klauzál Gábor Budafok-Tétény Cultural Center  |                   | 1222 Budapest, Nagytétényi út 31-33.   |     | https://web.archive.org/web/20180109205604/http://klauzalhaz.hu/category/szinhaz/ |

## XXIII. kerület
| Színház neve                   | Commons kategória | Cím                                      | Kép | Leírás                                                                      |
| ------------------------------ | ----------------- | ---------------------------------------- | --- | --------------------------------------------------------------------------- |
| Fedák Sári Színház             |                   | 1238 Budapest, Hősök tere 21.            |     | https://web.archive.org/web/20180715183419/https://www.fedakszinhaz.hu/     |
| Táncsics Mihály Művelődési Ház |                   | 1238 Budapest, Grassalkovich út 122-124. |     | https://web.archive.org/web/20171220135649/http://tancsicsmuvelodesihaz.hu/ |